# Marylean
Marylean è un singolo dei rapper italiani Salmo, Nitro e Marracash, pubblicato il 17 luglio 2019 come primo estratto dal mixtape Machete Mixtape 4.

## Formazione
- Salmo – voce
- Nitro – voce
- Marracash – voce
- Low Kidd – produzione
- Andrea Suriani – missaggio, mastering

## Classifiche

### Classifiche settimanali
| Classifica (2019) | Posizione massima |
| ----------------- | ----------------- |
| Italia            | 3                 |

### Classifiche di fine anno
| Classifica (2019) | Posizione |
| ----------------- | --------- |
| Italia            | 61        |